# Trang viên ở Umultowo, Poznań

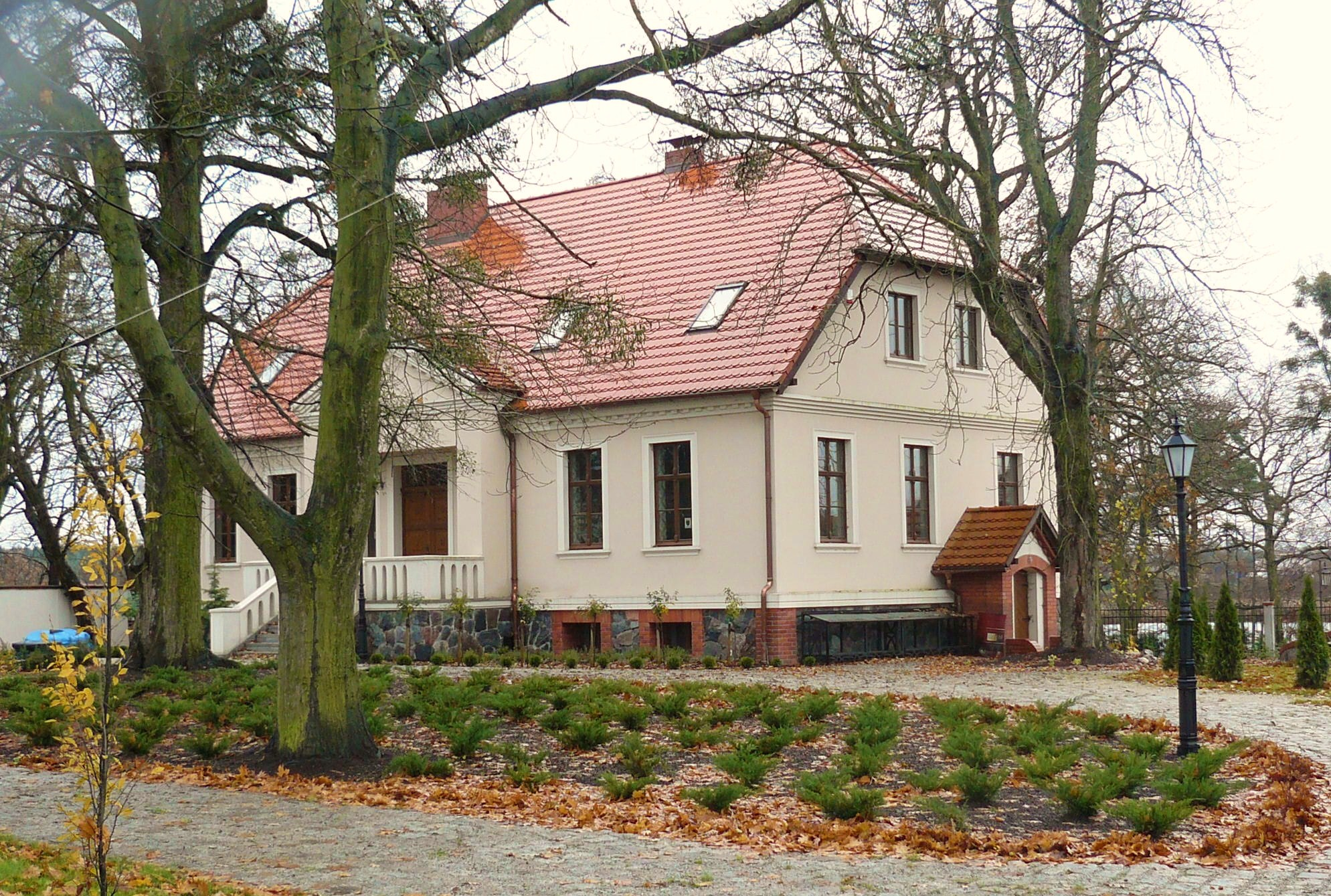
Trang viên ở Umultowo, Poznań (2010)

Trang viên ở Umultowo, Poznań (tiếng Ba Lan: Dwór w Maciejowcu) là một trang viên theo trường phái cổ điển có từ thế kỷ 14, nằm gần Hồ Umultowskie và Nhà thờ Thánh Jadwiga Królowej Wawelska tại Poznań, Ba Lan. Trang viên có tên trong sổ đăng ký di tích vào ngày 12 tháng 3 năm 1970.

## Lịch sử hình thành
Từ đầu thế kỷ 14, trang viên này thuộc sở hữu của nhà thờ và sau đó thuộc về người Dominica (từ năm 1385). Đầu thế kỷ 19, gia đình người Đức Von Treskow mua lại khu bất động sản này và bán lại cho Robert Thieme đến từ Poznań vào năm 1883. Năm 1922, trang viên trở thành tài sản của Kho bạc Nhà nước Ba Lan. Các chủ sở hữu trang viên tiếp theo gồm: Emilia Murkowska, Tadeusz Bogdański, Kazimierz Rafał Chłapowski và Bolesław Mikulski. Hiện nay, trang viên này thuộc sở hữu tư nhân.

## Kiến trúc
Đây là một dinh thự một tầng khang trang, từng được trùng tu hoàn hảo vào năm 2006. Phía trước hiên nhà có một lan can nhỏ. Hầu hết cơ sở vật chất có từ đầu thế kỷ 20. Trang viên trông có vẻ lớn hơn so với thực tế do có một tầng hầm khá cao.